# Solidaridad Obrera (Filipinas)
Solidaridad Obrera (en tagalo: Bukluran ng Manggagawang Filipino, lit. 'Solidaridad de Obreros Filipinos'; en inglés: Solidarity of Philippine Workers, lit. 'Solidaridad de Obreros Filipinos') es una red socialista democrática de obreros y uniones en Filipinas. Fue fundada en 1993 por Filemón Lagman, exmiembro del Partido Comunista de Filipinas, después de un cisma que afligió al partido.